# Iossif Issajewitsch Gitelson

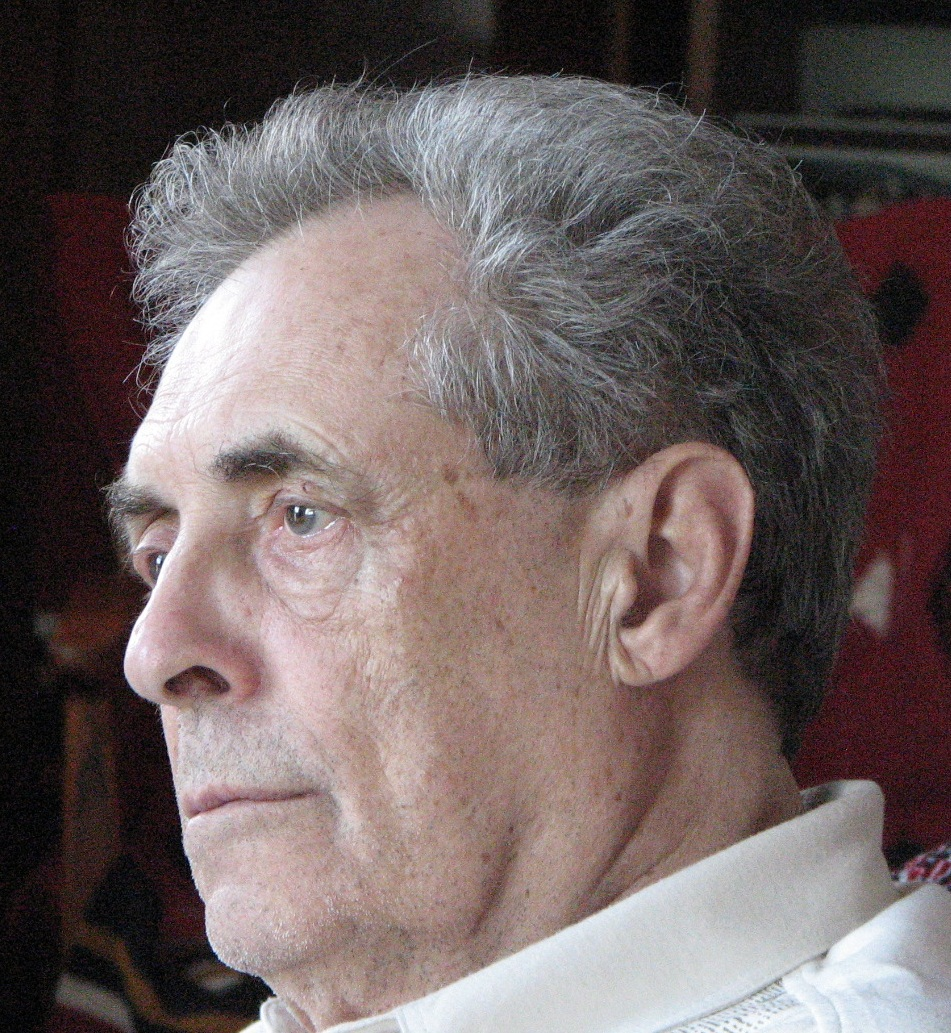
Iossif Issajewitsch Gitelson an seinem 80. Geburtstag in Krasnojarsk

Iossif Issajewitsch Gitelson (russisch Иосиф Исаевич Гительзон; * 6. Juli 1928 in Samara; † 25. September 2022 in Krasnojarsk) war ein russischer Biophysiker und Hochschullehrer.

## Leben
Gitelson studierte an der medizinischen Fakultät des Krasnojarsker Medizinischen Instituts mit Abschluss 1952. Bereits 1949 hatte er zusammen mit Iwan Alexandrowitsch Terskow biophysikalische Untersuchungen organisiert. 1951 hatte er ein Fernstudium an der biologischen Fakultät der Lomonossow-Universität Moskau abgeschlossen. Nach dem Studium arbeitete er als Hämatologe in der Krasnojarsker Bluttransfusionsstation.
1953 wurde Gitelson Assistent und dann Dozent am Krasnojarsker Landwirtschaftsinstitut. 1955 verteidigte er seine Kandidat-Dissertation über die Blutuntersuchung mit Spektrophotometrie für die Promotion zum Kandidaten der biologischen Wissenschaften.
1957 wurde Gitelson wissenschaftlicher Seniormitarbeiter des Laboratoriums für Biophysik des Instituts für Physik der Sibirischen Abteilung (SO) der Akademie der Wissenschaften der UdSSR (AN-SSSR, seit 1991 Russische Akademie der Wissenschaften (RAN)) in Krasnojarsk. 1960 verteidigte er seine Doktor-Dissertation über die Blutuntersuchung mit der Methode des photoelektrischen Erythrogramms zur Charakterisierung der Erythrozytenpopulation für die Promotion zum Doktor der medizinischen Wissenschaften. Darauf wurde er 1961 Leiter des Laboratoriums für Photobiologie des Instituts für Physik der SO der AN-SSSR. Dazu wurde er 1965 Professor und Leiter des Lehrstuhls für Physiologie und Biochemie des Menschen und der Tiere der Staatlichen Universität Krasnojarsk, die 2006 in der Sibirischen Föderalen Universität Krasnojarsk aufging. Er entwickelte Methoden und Geräte zur Untersuchung der Biolumineszenz mariner Ökosysteme. Er beteiligte sich an ozeanographischen Expeditionen im Pazifik, Atlantik, Indischen Ozean und Nordpolarmeer und beschrieb die Gesetzmäßigkeiten der beobachteten Biolumineszenz. 1979 wurde er zum Korrespondierenden Mitglied der AN-SSSR gewählt.
1981 wurde Gitelson Leiter des Laboratoriums für Photobiologie des neuen Instituts für Biophysik der SO der AN-SSSR in Krasnojarsk, dessen Direktor er 1984 wurde. Er untersuchte geschlossene Ökosysteme und entwickelte das BIOS-Projekt für die Untersuchung der Bedingungen in einem geschlossenen Ökosystem für das Überleben von Menschen in einer lebensfeindlichen Umwelt und im Weltraum. 1995–1998 entwickelte er das Bioalarm-Projekt zur Überwachung von marinen Ökosystemen und Frühwarnung bei anthropogenen und natürlichen Anomalien. 1990 wurde er zum Vollmitglied der AN-SSSR gewählt.
1996 schied er aus dem Direktorenamt und wurde Berater des Instituts für Biophysik. 1996–1998 war er Gastwissenschaftler im Ames Research Center der NASA. Er war wissenschaftlicher Leiter des Instituts für Fundamentalbiologie und Biotechnologie der Sibirischen Föderalen Universität und Professor des dortigen Lehrstuhls für Biophysik und Biochemie. Er war Mitglied der 1988 von Witali Lasarewitsch Ginsburg gegründeten Kommission gegen Pseudowissenschaft und Wissenschaftliche Fälschung der RAN. Er war Mitglied der International Academy of Astronautics und Vice-chairman des COSPAR Committee for Life Sciences. Er gilt als Begründer der Krasnojarsker Schule für ökologische Biophysik.

## Ehrungen, Preise
- Orden des Roten Banners der Arbeit (1975)[4]
- Orden der Völkerfreundschaft (1982)[4]
- Ehrenzeichen der Sowjetunion (1988)[4]
- Verdienstorden für das Vaterland IV. Klasse (1999)[15]
- Ehrenbürger der Stadt Krasnojarsk (2003)[4]
- Lomonossow-Goldmedaille (2018)[3]